# Bretter György Irodalmi Kör
A Bretter György Irodalmi Kör Kolozsváron működő, romániai magyar nyelvű irodalmi műhely, alkotói csoportosulás és vitakör, a kolozsvári Gaál Gábor Irodalmi Kör irodalomtörténeti utódja. A Bretter György Irodalmi Kör Bréda Ferenc halála után 2019-ben felvette a Bréda Ferenc Irodalmi Kör nevet.

## A Bretter György Irodalmi Kör létrejöttének irodalomtörténeti előzményei
Az 1950-es évek közepétől a Romániai Írószövetség kolozsvári fiókjának az égisze alatt működő Gaál Gábor Irodalmi Kör, az első, a második és a harmadik Forrás-nemzedék kialakulásának az alkotóműhelye, 1983-ban felfüggesztette üléseit. Az 1989-es romániai forradalmat követően, 1991-ben alakult újra Kolozsváron a Gaál Gábor Irodalmi Kör. Alapító tagok: Bréda Ferenc, Kovács Ferenc, Bíró László Ferenc.

## A Bretter György Irodalmi Kör megalakulása
1993-ban Egyed Péter filozófus, költő és prózaíró javaslatára a Gaál Gábor Irodalmi Kör felvette a Bretter György Irodalmi Kör nevet. Az antikvitás művelődéstörténetéből közismert jelmondat, az itt és most (hic et nunc) szellemi tanácsa, Bretter György kolozsvári filozófus szerint az itt és mást-jelszóra módosul a korszerű társadalmak európai kontextusában. Ezen erkölcsi-szellemi másság megvalósítása képezi a Bretter-Kör irodalomszemléleti állandóját és alkotásesztétikai mozgatóelvét.

## A Bretter György Irodalmi Kör ügyrendje
- A mindenkori elnök ünnepélyesen megnyitja az ülést, és röviden ismerteti a meghívott szerző, valamint a vitaindító szerzőjének az életrajzi adatait.
- A meghívott szerző felolvassa az ülésre előkészített anyagot.
- Az általa (avagy a Kör vezetősége által) felkért vitaindító szerző felolvassa a meghívott szerző műveit elemző szövegét.
- Az elnök vitára bocsátja a meghívott szerző és a vitaindító szerzőjének a szövegét.
- Vita. A vitában a szerző nem vesz részt. A vitaindító szerzője a védőügyvéd szerepét játssza a felszólalók esetleges támadásaival szemben. A vitát az elnök vezeti.
- A vita kimerülését követően az elnök megadja a szerzőnek az utolsó szó jogát.
- A szerző saját belátása szerint válaszol a fölmerült kérdésekre és felszólalásokra.
- Az elnök lezárja a Kört, és ha úgy véleményezi, hogy a köri vita során „a füst fölfele ment”, felkéri a tagságot, hogy tapssal jutalmazzák a szerzőt és a vitaindítót.

A köri ülésekről párbeszédesített jegyzőkönyv készül, amelyet a kör mindenkori titkára vezet.
A jegyzőkönyveket az elnöknél vagy pedig a titkárnál maradnak letétben.

## A Bretter György Irodalmi Kör tevékenysége
1993 és 2000 között a Bretter-Kör a transzközép irodalom (Orbán János Dénes, Sántha Attila, Kelemen Hunor, Fekete Vince, Lakatos Mihály, Farkas Wellmann Endre, Farkas Wellmann Éva, Lövétei Lázár László, László Noémi, Nagy Koppány Zsolt, György Attila, Gáll Attila, Máté Adél, Király Zoltán, Király Farkas) kialakulásának a fóruma. 2002-től a romániai magyar nyelvű irodalmi élet egyik legjelentősebb műhelye, s egyben a romániai, magyarországi, szlovákiai, szerbiai vagy ukrajnai fiatal tehetségek első, közérdekű színpadra lépésének a rendszeres színhelye.

## A Bretter György Irodalmi Kör üléseinek színhelyei
1993 és 2002 között a Kör a kolozsvári Madisz gyűléstermében, a kolozsvári Babeș–Bolyai Tudományegyetem Bölcsészkarának a Dísztermében, a kolozsvári Puck Bábszínház öltözőjében és fogadótermében, valamint a kolozsvári Music-Pub szalonjában tartotta az üléseit.
Jelenleg a Kör ülései az egyetemi év ideje alatt hetente hétfőn, este nyolc órától kezdődnek a kolozsvári Bulgakov Kávéház pincéjében (I.M.Klein / Virág utca 17 sz.).

## A Bretter György Irodalmi Kör üléseinek meghívottjai (1993-2012)

### Költészet
Szőcs Géza, Egyed Péter, Király László, Orbán János Dénes, Egyed Emese, Markó Béla, Balázs F. Attila, Böszörményi Zoltán, Márkus Barbarossa János, L. Simon László, Ambrus Lajos, Helmut Seiler, György Attila, Sántha Attila, Fekete Vince, Kelemen Hunor, Farkas Wellmann Endre, Lövétei Lázár László, Lakatos Mihály, Karácsonyi Zsolt, Király Zoltán, Bréda Ferenc, Gáll Attila, Szálinger Balázs, László Noémi, Benő Attila, Demény Péter, Király Farkas, Farkas Wellmann Éva, Máté Adél, Zudor János, Bíró László Ferenc, Ármos Lóránd, Muszka Sándor, Molnár Attila, Márkus András, Dimény Lóránd, Demeter Ferenc, Hajós János, Noszlopi Botond, Varga Melinda, Pethő Lóránd, Bordos Annamária, Visky Zsolt, Köllő Csongor, Cseke Róbert, Szalma Réka, Váradi Nagy Pál, Horváth Előd Benjámin, Vitus Ákos, Neil McCarthy, Stephen Murray, Naill Connolly, David Rynhard, Rafi Lajos, Józsa Attila, Varga Borbála, Sütő Csaba András, Szalai Zsolt, Kiss Nelli, Székely Örs, Vass Ákos, Fischer Botond, Győrfi Kata, André Ferenc, Benedek Szabolcs, Ilyés Zsolt.

### Elbeszélőművészet
Szilágyi István, Mózes Attila, Egyed Péter, Orbán János Dénes, György Attila, Nagy Koppány Zsolt, Zsidó Ferenc, Burus János Botond, Böszörményi Zoltán, Zalán Tibor, Bréda Ferenc, Szántai János, Márkus Barbarossa János, Kelemen Hunor, Kovács Ferenc, Demeter Ferenc, Demeter Szilárd, Haklik Norbert, Boros Enikő, Szabó Róbert Csaba, Székely Csaba, Molnár Attila, Bordos Annamária, Váradi Nagy Pál, László Szabolcs, Jancsó Noémi, Papp-Zakor Ilka, Jehan Calvus (Chelu Iván), Láng Orsolya, Lönhardt Melinda, Potozky László, Adorjáni Panna.

### Bölcselet, irodalomkritika, irodalomtörténet, esszé, elméleti irodalom
Angi István, Egyed Péter, Cs. Gyimesi Éva, Szőcs István, Kántor Lajos, Egyed Emese, Labancz Zoltán, Horváth Levente, Vargha Jenő László, Visky András, Orbán János Dénes, Karácsonyi Zsolt, Márkus Barbarossa János, Páll Zita, Józsa T. István, Boros Lóránd, Józsa Péter, Balázs Imre József, Bréda Ferenc, Kelemen Hunor, György Attila, Lónay Gyula, André Ferenc, Ilyés Zsolt.

### Színház, zene- és filmművészet
Tompa Gábor, Mona Chirilă, Visky András, Szántai János, Kiss-Budai Tibor, Nagy Gábor, Kovács I. István, Vadas László, Lakatos Róbert, Bálint Arthur, Felméri Cecília, Jakab-Benke Nándor, Oláh-Badi Levente, Venczel Péter.

### Humoros irodalom
Marosán Tamás, Orbán János Dénes, Jancsó Miklós.

### Újságírás
Bukovics Martin, Pongrácz Balázs, Kelemen Hunor, Magyari Tivadar

### Az Anonymus-körök
Az egyetemi év leforgása alatt egy, esetleg több alkalommal a Kör Anonymus-kört szervez. Ekkor a résztvevők jeligés szövegeket olvasnak föl önmaguk, barátaik vagy irodalmi klasszikusok szövegeiből. A közönség Pokol, Purgatórium és Mennyország elosztásban szavaz. Az elnökség összesíti az eredményeket, és kihirdeti az elért helyezéseket. A Kör befejezéseképp minden jeligés szöveggel benevezett résztvevő föl kell fedje a szöveg alkotójának a kilétét: a hatásos meglepetéseket a Kör tapssal jutalmazza.

## A Bretter György Irodalmi Kör elnökei (1991–2012)
- Fekete Vince, költő, szerkesztő (1991–1994)
- Király Farkas, költő, szerkesztő (1994)
- Thamó Csaba, prózaíró, szerkesztő (1994)
- Orbán János Dénes, költő, prózaíró, szerkesztő (1994–1998)
- Karácsonyi Zsolt, költő, szerkesztő (2002–2003)
- Király Zoltán, költő, szerkesztő (2004–2006)
- Burus János Botond, prózaíró, szerkesztő (2006–2007)
- Pethő Lóránd, költő, szerkesztő (2007–2009)
- Jancsó Noémi, költő, prózaíró (2009)
- Potozky László, prózaíró (2009–2011)
- Vass Ákos, költő (2011–2012)
- Lovassy Cseh Tamás, költő, prózaíró, dramaturg, szerkesztő (2012–

## A Bretter György Irodalmi Kör titkárai (1991–2012)
- Thamó Enikő (1994)
- Varga Melinda (2007-2009)

Az esetben, ha a Körnek alkalmasint nincs kijelölt titkára, a titkári szerepkört az elnök tölti be.